# Національна розвідувальна служба (Південна Корея)
Національна розвідувальна служба, скор. НРС (ханг.: 민국 국가정보원, англ. National Intelligence Service, NIS) — головне розвідувальне відомство Південної Кореї, відповідальне за сферу розвідки і контррозвідки. Служба була офіційно заснована у 1961 році як Корейське центральне розвідувальне управління.

## Історія
19 червня 1961 року було утворено Корейське центральне розвідувальне агентство (КЦРУ, кор. 중앙정보부) під безпосереднім керівництвом Верховної Ради Національної перебудови відразу після військового перевороту у травні 1961 року. Основною функцією КЦРУ була боротьба з північнокорейської агентурою і внутрішньою опозицією.
Витоки АПНБ йдуть за часів Селянського повстання Тонхак наприкінці 19 століття. Перша сучасна спецслужба була створена емігрантським урядом в Шанхаї в 1919 році. Тимчасовий уряд Республіки Корея в 1919–1945 роках часто організовував теракти проти японців.
Протягом 1945–1948 років Корея перебувала під американською окупацією, і американська войськова розвідка (US Army CIC - Counter Intelligence Corps) завербувала кілька тисяч корейців. Вони і стали базою для формування ROKACIC ("KCIC") в 1948 році. 1961 році після корейської війни (1950–1953 рр) KCIC була перейменована в Корейське ЦРУ ("KCIA" - по корейськи "Чуна чонбо Гук").
В 1981 році КЦРУ була перейменована в Агентство планування національної безпеки (АПНБ, кор. 국가안전기획부).
Основне завдання цієї організації було – боротьба з північнокорейської агентурою і придушення політичних опонентів чинного уряду.
У 1994 році в Національній Асамблеї уряд Республіки Кореї підписав з опозицією пакт про політичний нейтралітет с АПНБ. Пакт передбачав невикористання розвідки проти легальної опозиції, і в цілому дотримується. За оцінкою в 1995 році, близько 50% бюджету АПНБ пішло на боротьбу з внутрішнім ворогом і контррозвідку, а 50% - на ворога зовнішнього.
У 1999 році АПНБ було перейменовано Національну розвідувальну службу (НРС, кор. 민국 국가정보원).
У другій половині 2017 року спеціально створений державний комітет здійснив
масштабну реформу НРС. Дане реформування пов'язано з гучним скандалом про втручання спецслужб в президентські вибори 2012 року на боці консерваторів. Реформа передбачала перейменування і сильне урізання повноважень спецслужби. Після серйозних реформ в 2017-2018 рр. НРС, вдалося зберегти назву, втративши частину повноважень і свій сильний вплив всередині країни. Три її попередніх керівника і заступники опинилися за ґратами.

## Функції
Агентство здійснює свою діяльність відповідно до статті 15 Закону про урядові установи Республіки Корея (англ. Governement Organisation Act).
Основні обов'язки, це дослідження безпеки, розвідка щодо Північної Кореї, закордонна розвідка, контррозвідка, промислова безпека, боротьба з тероризмом, кібербезпека, міжнародна злочинність, національна безпека, захист біженців з Північної Кореї.

## Керівництво
Повний список включає керівників (директорів)
НРС Республіки Корея і попередніх організацій — КЦРУ і
АПНБ з моменту заснування і дотепер.